# White Pigeon (Míchigan)
White Pigeon es una villa ubicada en el condado de St. Joseph en el estado estadounidense de Míchigan. En el Censo de 2010 tenía una población de 1522 habitantes y una densidad poblacional de 417,36 personas por km².

## Geografía
White Pigeon se encuentra ubicada en las coordenadas 41°47′54″N 85°38′54″O / 41.79833, -85.64833. Según la Oficina del Censo de los Estados Unidos, White Pigeon tiene una superficie total de 3.65 km², de la cual 3.6 km² corresponden a tierra firme y (1.28%) 0.05 km² es agua.

## Demografía
Según el censo de 2010, había 1522 personas residiendo en White Pigeon. La densidad de población era de 417,36 hab./km². De los 1522 habitantes, White Pigeon estaba compuesto por el 93.3% blancos, el 0.33% eran afroamericanos, el 0.85% eran amerindios, el 0.53% eran asiáticos, el 0% eran isleños del Pacífico, el 2.56% eran de otras razas y el 2.43% pertenecían a dos o más razas. Del total de la población el 5.19% eran hispanos o latinos de cualquier raza.